# Winder Cuevas
Winder Bolivar Cuevas Pérez, né le 1er août 1988, est un athlète dominicain, spécialiste du 400 m haies.
Il remporte le titre du relais 4 x 400 m lors des Championnats ibéro-américains de 2014 à São Paulo.
Sur 400 m haies, son meilleur temps est de 49 s 20, obtenu à Guadalajara le 27 octobre 2011.